# 아에로트렌

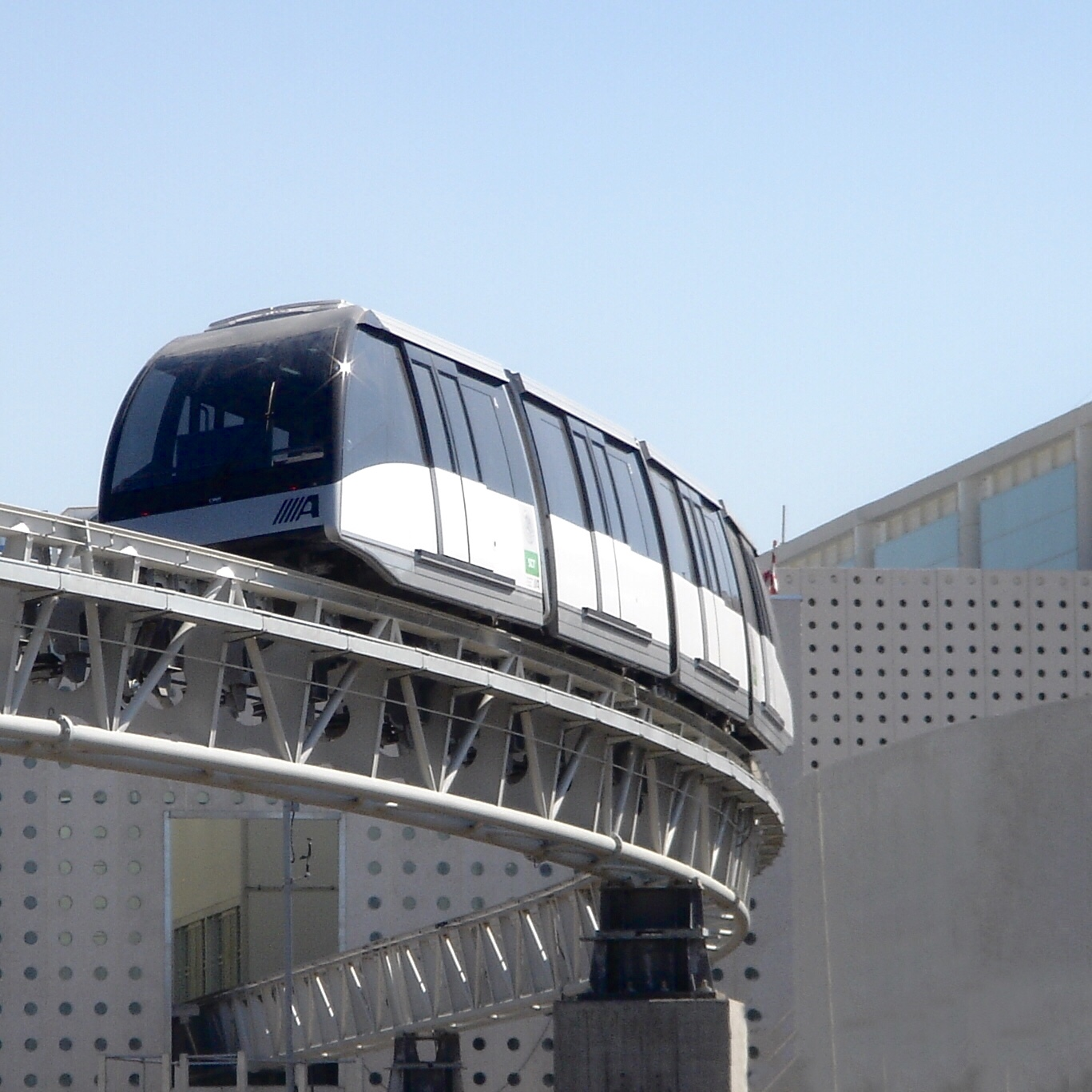
터미널 2 역 외부의 4량 편성 아에로트렌

아에로트렌(스페인어: Aerotrén)은 멕시코 멕시코시티 근교에 있는 멕시코시티 국제공항에서 운행되고있는 신교통 시스템이다. 3km의 자동 피플 무버 (APM)로, 터미널 1과 터미널 2 사이를 잇는다. 2007년에 개업하였다. 환승객 용으로 설계되어 있어 유효한 탑승권을 소유하고 제시할 필요가 있다.